# Kosin Hembut
Kosin Hembut (tiếng Thái: โกสินทร์ เหมบุตร, sinh ngày 4 tháng 4 năm 1982) còn được biết với tên đơn giản Sin (tiếng Thái: สิน), là một cầu thủ bóng đá người Thái Lan thi đấu ở vị trí thủ môn cho câu lạc bộ ở Thai League 2 Krabi.

## Danh hiệu

### Câu lạc bộ
Army United
- Giải bóng đá hạng nhất quốc gia Thái Lan
  -  Vô địch (1): 2004-05